# Кур-Сент-Эмильон (станция метро)
Кур-Сент-Эмильон (фр. Cour Saint-Émilion) — станция линии 14 Парижского метрополитена, расположена в XII округе Парижа. Названа в честь одного из известных сортов французских вин, виноград для которых выращивается в регионе Бордо.

## История
- Станция открылась 15 октября 1998 года в составе пускового участка Мадлен — Библиотек-Франсуа-Миттеран.
- Пассажиропоток по станции по входу в 2011 году, по данным RATP, составил 5 550 822 человек[2]. В 2013 году этот показатель вырос до 5 857 110 пассажиров (63 место по уровню входного пассажиропотока в Парижском метро)[3].

## Конструкция и оформление
Станция построена по спецпроекту (однопролётная станция мелкого заложения), модифицированному специально для линии 14. Как и все остальные станции линии, оснащена эскалаторами для подъёма с платформ, а также платформенными раздвижными дверьми, исключающими попадание пассажиров на пути и сбой в работе автоматического движения поездов; стенки соединены стальными кольцами, украшающими пути. 

## Галерея

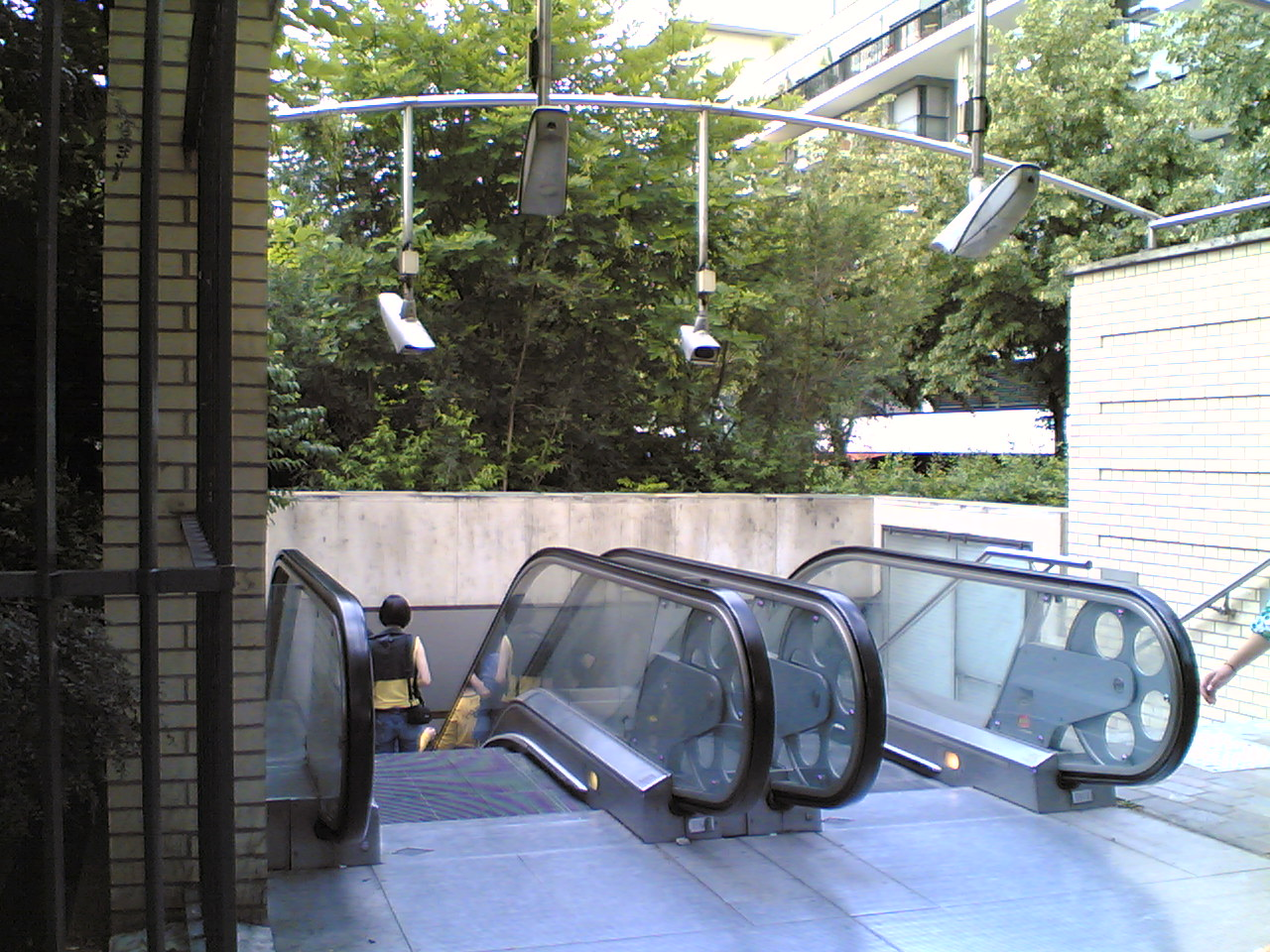
Вход на станцию
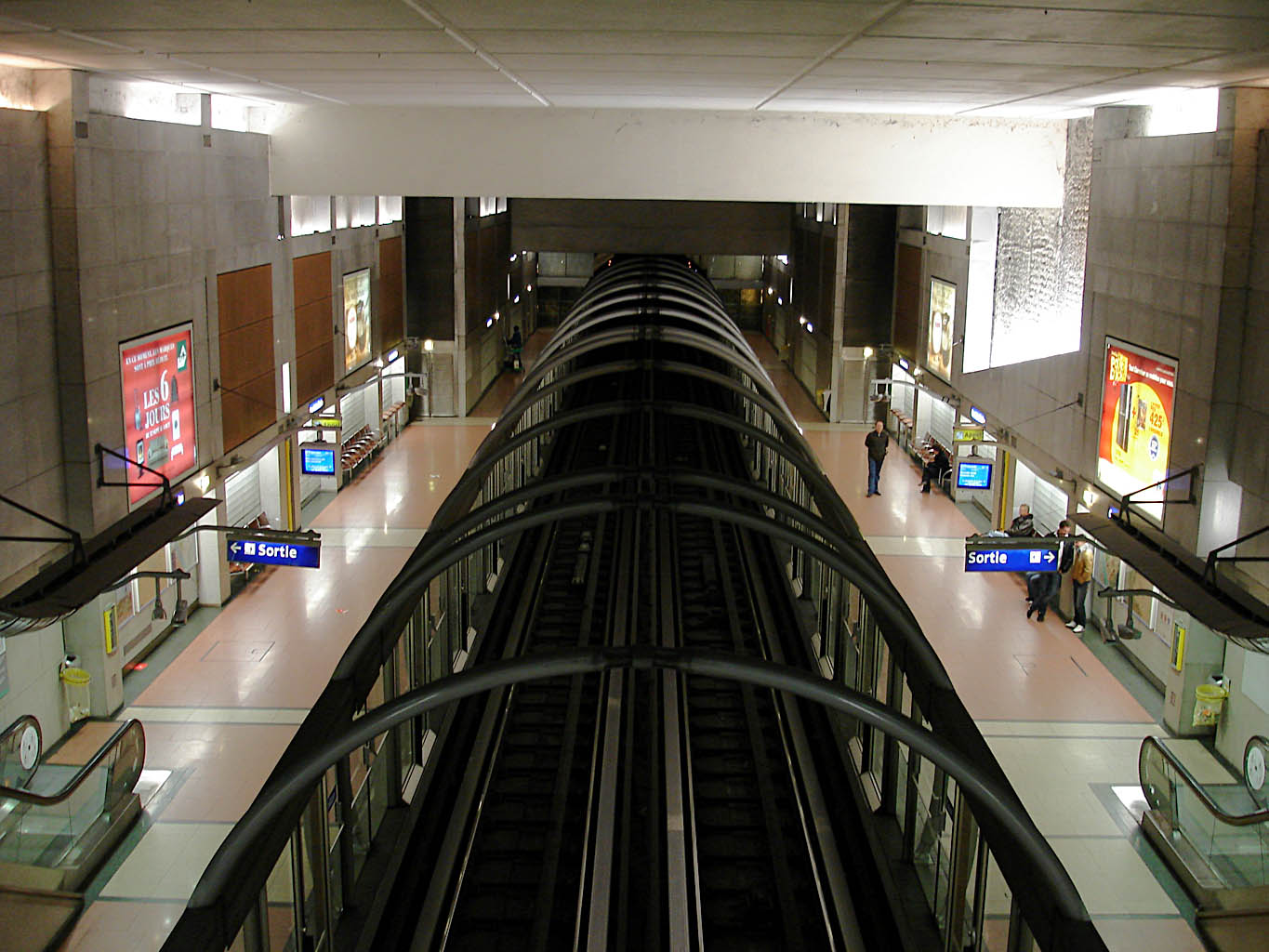
Платформы
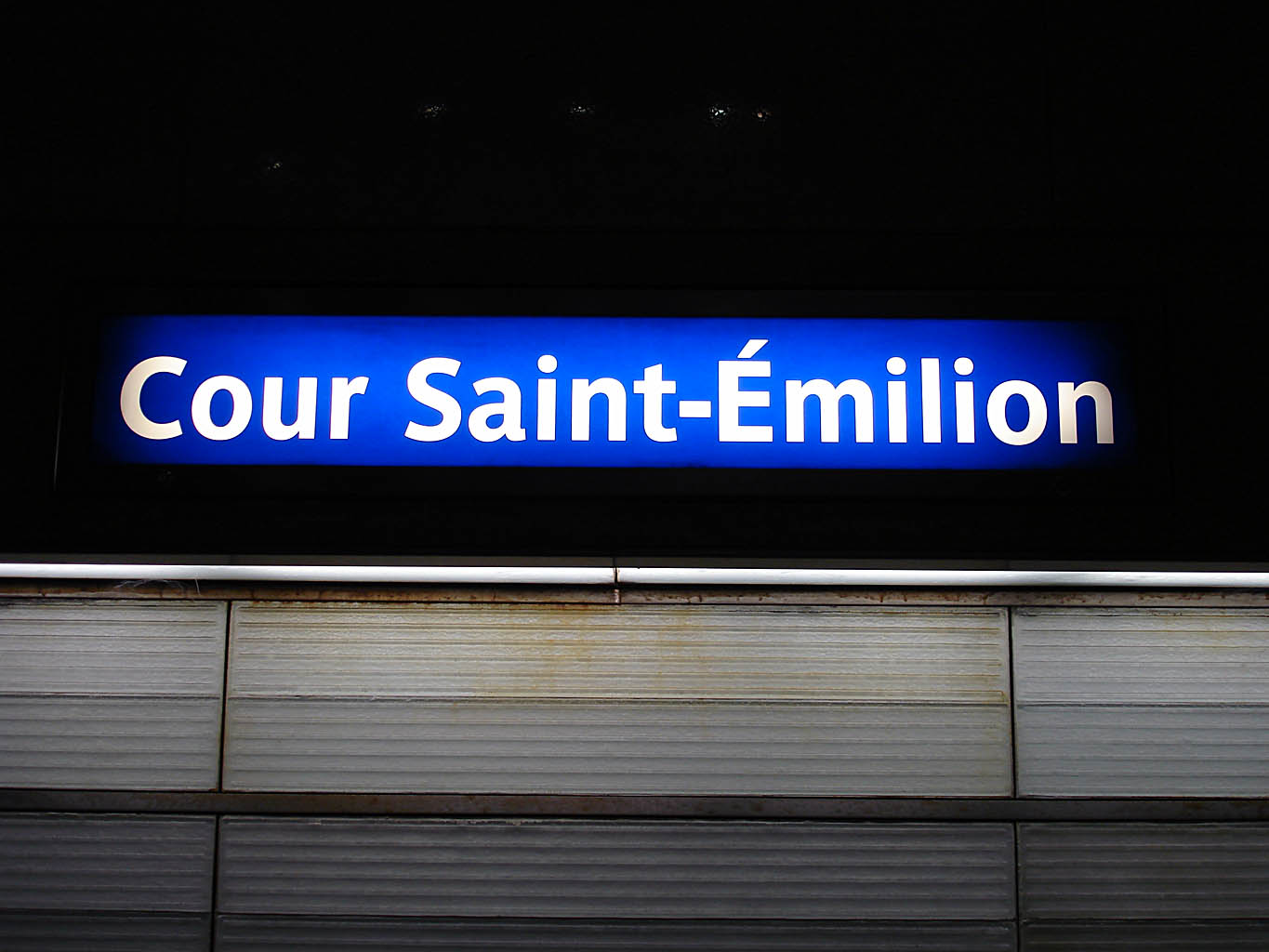
Световая вывеска с названием станции